# Syneches manaos
Syneches manaos är en tvåvingeart som beskrevs av Smith 1962. Syneches manaos ingår i släktet Syneches och familjen puckeldansflugor. Inga underarter finns listade i Catalogue of Life.